# St. Marien (Marienberg)

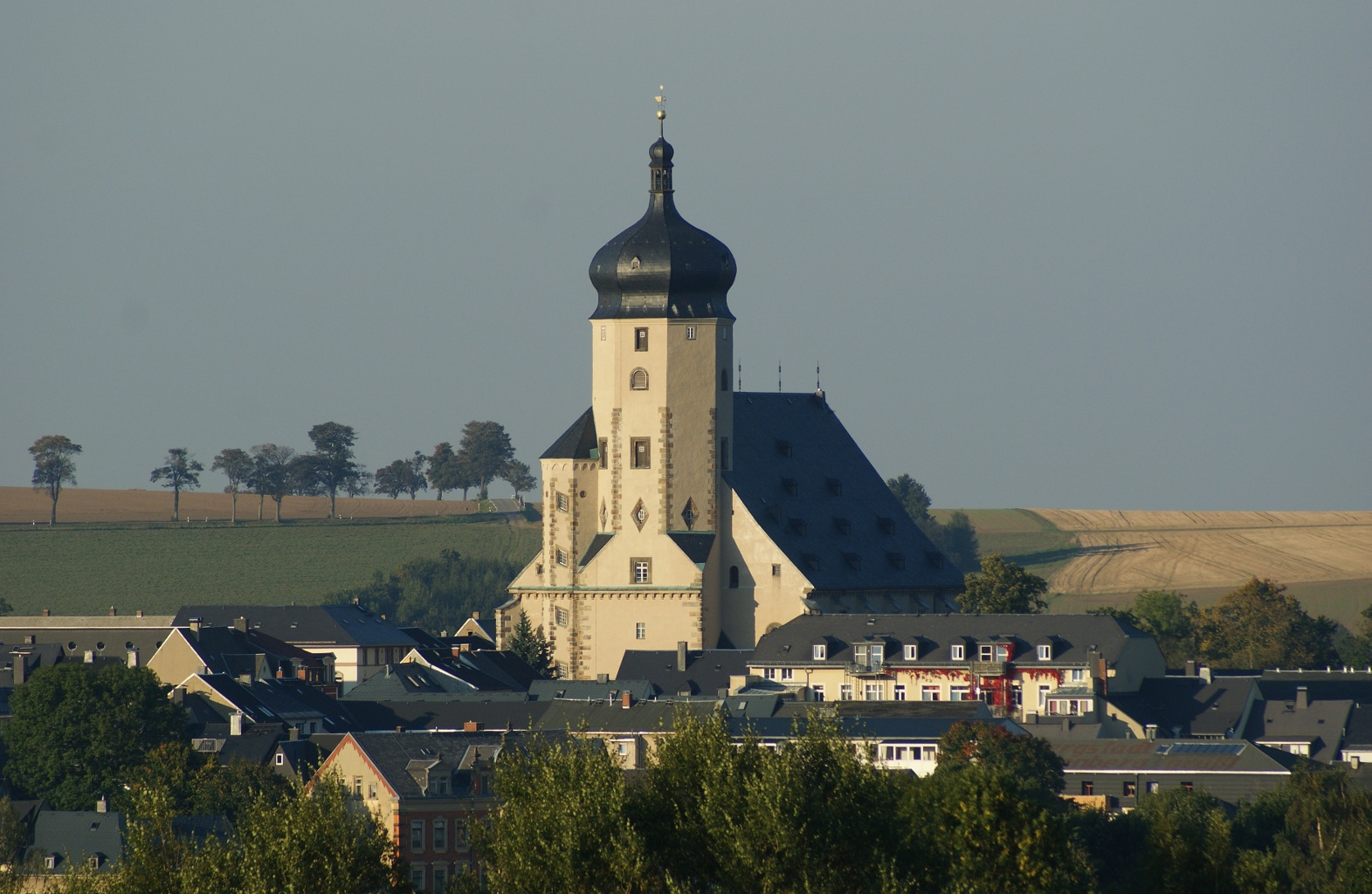
St. Marien

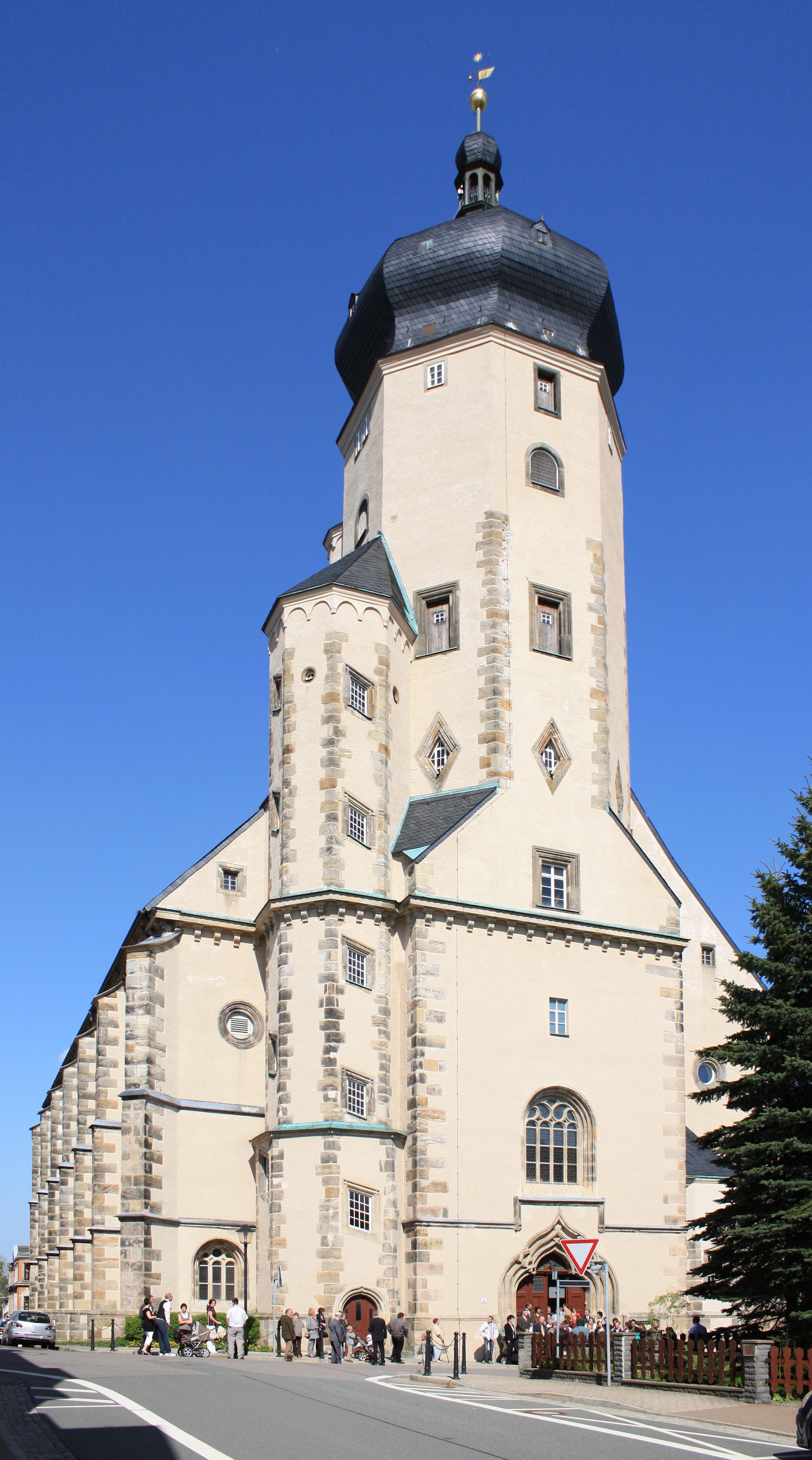
St. Marien

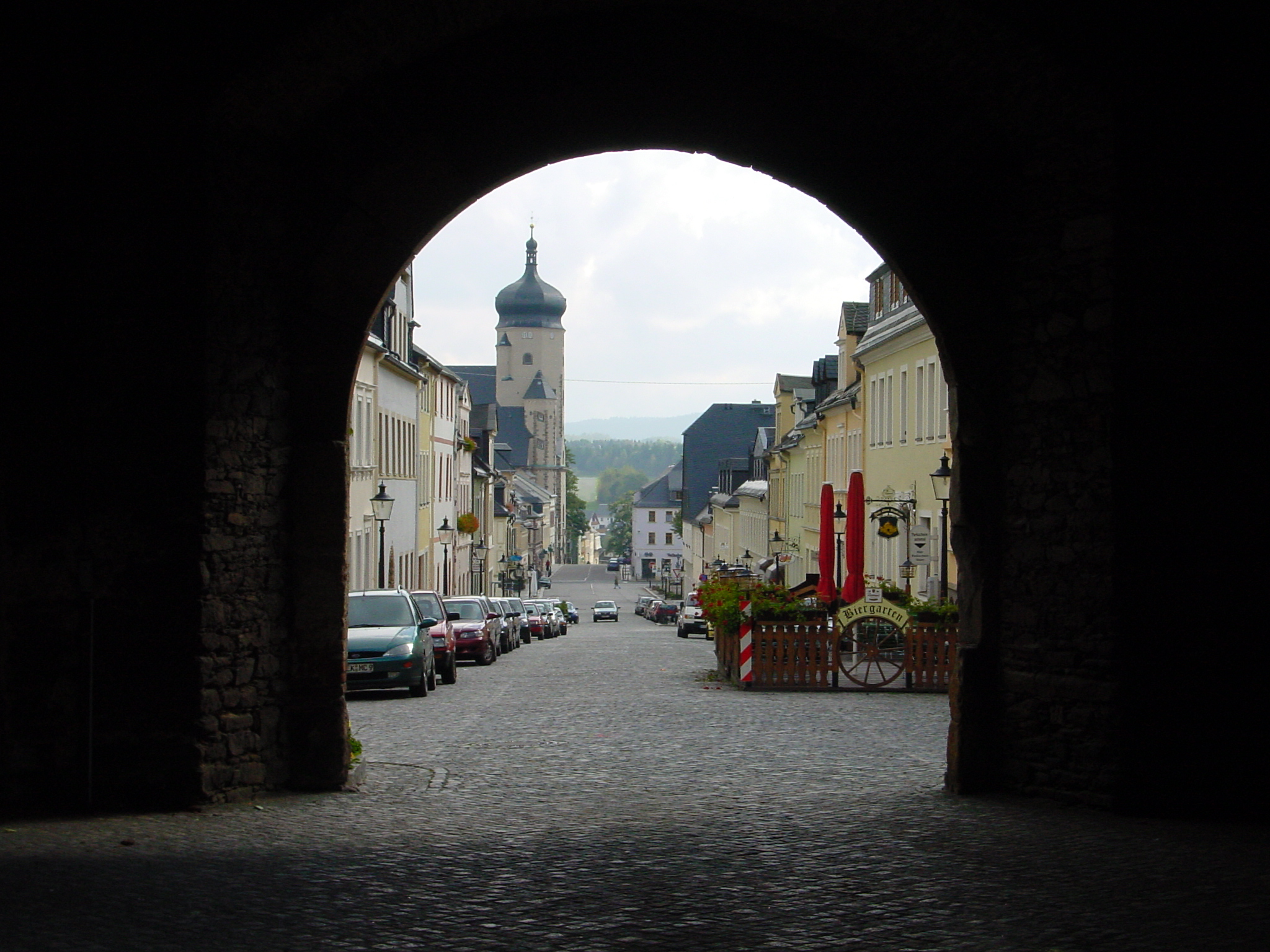
Blick auf die Kirche durch das Zschopauer Tor

Die St.-Marien-Kirche in Marienberg ist eine evangelisch-lutherische Pfarrkirche im Südosten des sächsischen Erzgebirgskreises. Sie ist die jüngste der drei erzgebirgischen spätgotischen Hallenkirchen.

## Architektur und Baugeschichte
Nachdem die protestantischen Christen der Stadt im Reformationsjahr 1537 eine Blockhauskirche erhalten hatten, wurde diese für den Neubau der Marienkirche abgebrochen. Nach der Grundsteinlegung im April 1558 wurde das neue Gotteshaus im Februar 1564 geweiht. Die Bauleitung war von Wolf Blechschmidt aus Pirna begonnen und 1560 von Christoph Kölbel aus Plauen übernommen worden. Bei einem Stadtbrand am 31. August 1610 brannte das Kirchgebäude bis auf die Außenmauern, den Turm und die spätere Sakristei nieder. Von 1611 bis 1616 erhielt sie eine Decke, Pfeiler und Emporen aus Holz. Ab 1616 fanden wieder Gottesdienste in der Kirche statt und das Triumphkreuz wurde aufgestellt. Ein neuer Altar wurde 1617 errichtet. Die hölzernen Pfeiler und die Holzdecke wurden 1669 bis 1675 von Andreas Klengel durch toskanische Steinsäulen und Kreuzgewölbe mit stuckierten Rippen ersetzt.
Die Halle des Quadersteinbaus ist 45 Meter lang und 26 Meter breit und verfügt über einen unregelmäßig fünfseitig geschlossenen Chor, an dem sich die alte Sakristei mit Vorhangbogenfenster und -tür befindet. Die drei Kirchenschiffe haben die gleiche Höhe. Chor und Halle haben hohe zweigeschossige und vierbahnige Rundbogenfenster mit Maßwerk und einer reichen Profilierung. Im Konsolgesims unter der Traufe sind Renaissanceformen erkennbar. Das hohe Satteldach ist mit vielen im Dreieck gruppierten Gaupen versehen. Die Zwiebelkuppel des von zwei Treppentürmen flankierten Westturms stammt von 1616. Das aufwändig gestaltete Portal an der Westseite stammt aus der Zeit vor dem Brand und verfügt über gestaffelte Kielbogen und Verstabungen.
In der ehemaligen Taufkapelle befindet sich eine für Blechschmidt charakteristische freie Rippe mit Bildniskopf. In der linken Turmvorhalle sind neben Blechschmidts Steinmetzzeichen vermutlich Kurfürst August und seine Frau Anna abgebildet, die den Bau reich beschenkten, sowie weitere Steinmetzzeichen.

## Innenarchitektur

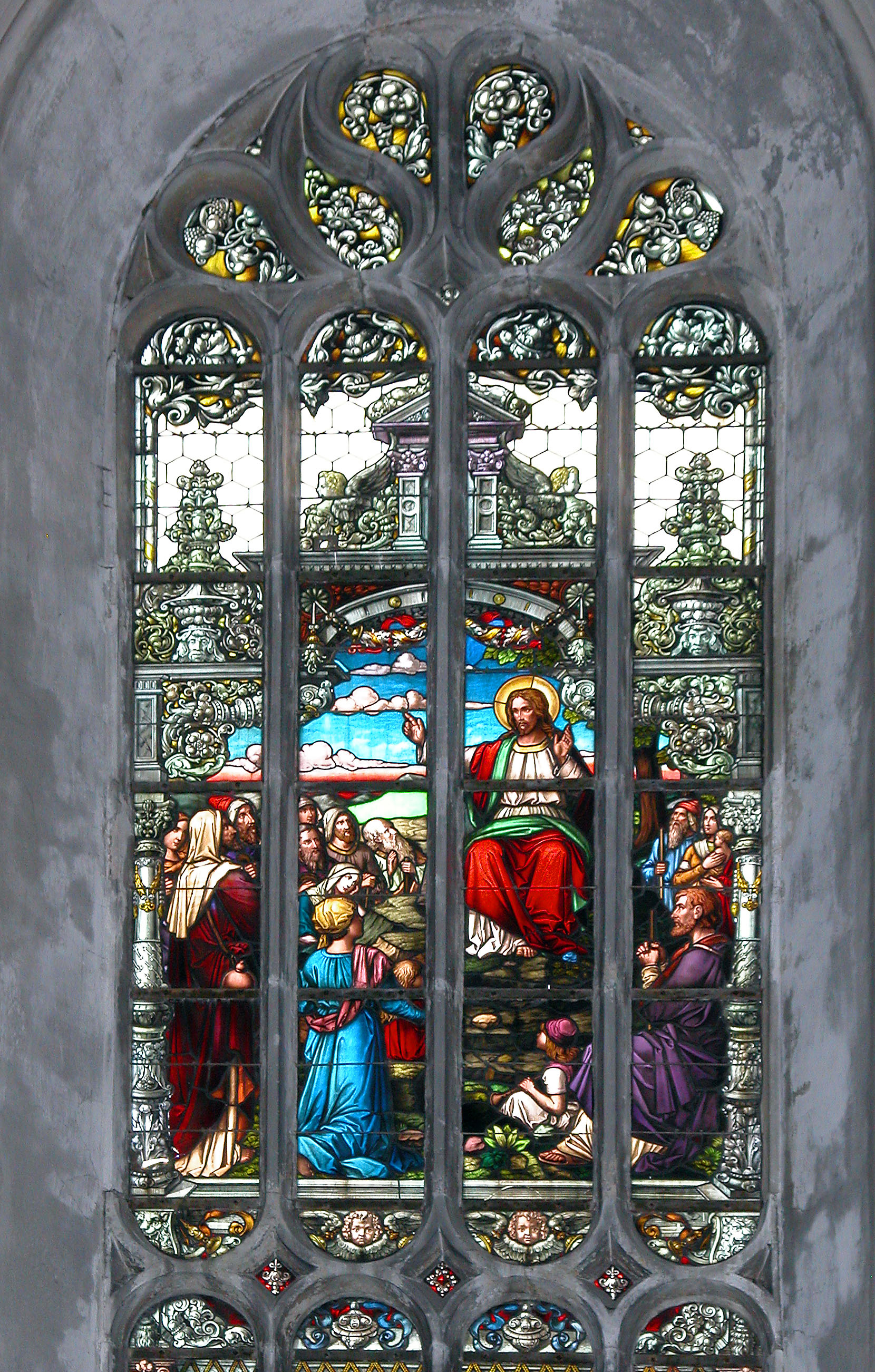
St. Marien, Chorfenster

Die Sterngewölbe in der Vorhalle und den beiden Nebenräumen stammen aus der ersten Bauphase. Ein Spitzbogenportal mit Verstabungen führt zum Turmaufgang. Das Gewölbe der lichten siebenjochigen Halle ist trotz seiner gotischen Bogenführung durch die Stuckierung in barocken Formen geprägt. Über den Kämpfern der mächtigen Säulen befinden sich frei stehende Akanthusranken, Scheidbögen und die Gurtbögen der Seitenschiffe mit stuckierter Akanthuszier. Die stuckierten Tuchgehänge, Fruchtschnüre und 25 Engelsköpfe an den Brüstungen der umlaufenden Emporen wurden unter der Leitung des italienischen Stuckateurs Alessandro Pernasione angefertigt, der vom Oberlandbaumeister Wolf Caspar von Klengel beauftragt worden war. Die Orgelempore von 1896 gilt in ihrer „Gestaltung als wenig geglückt angeglichen“. Das Rippengewölbe der Sakristei an der Ostseite stammt von 1558 bis 1560.

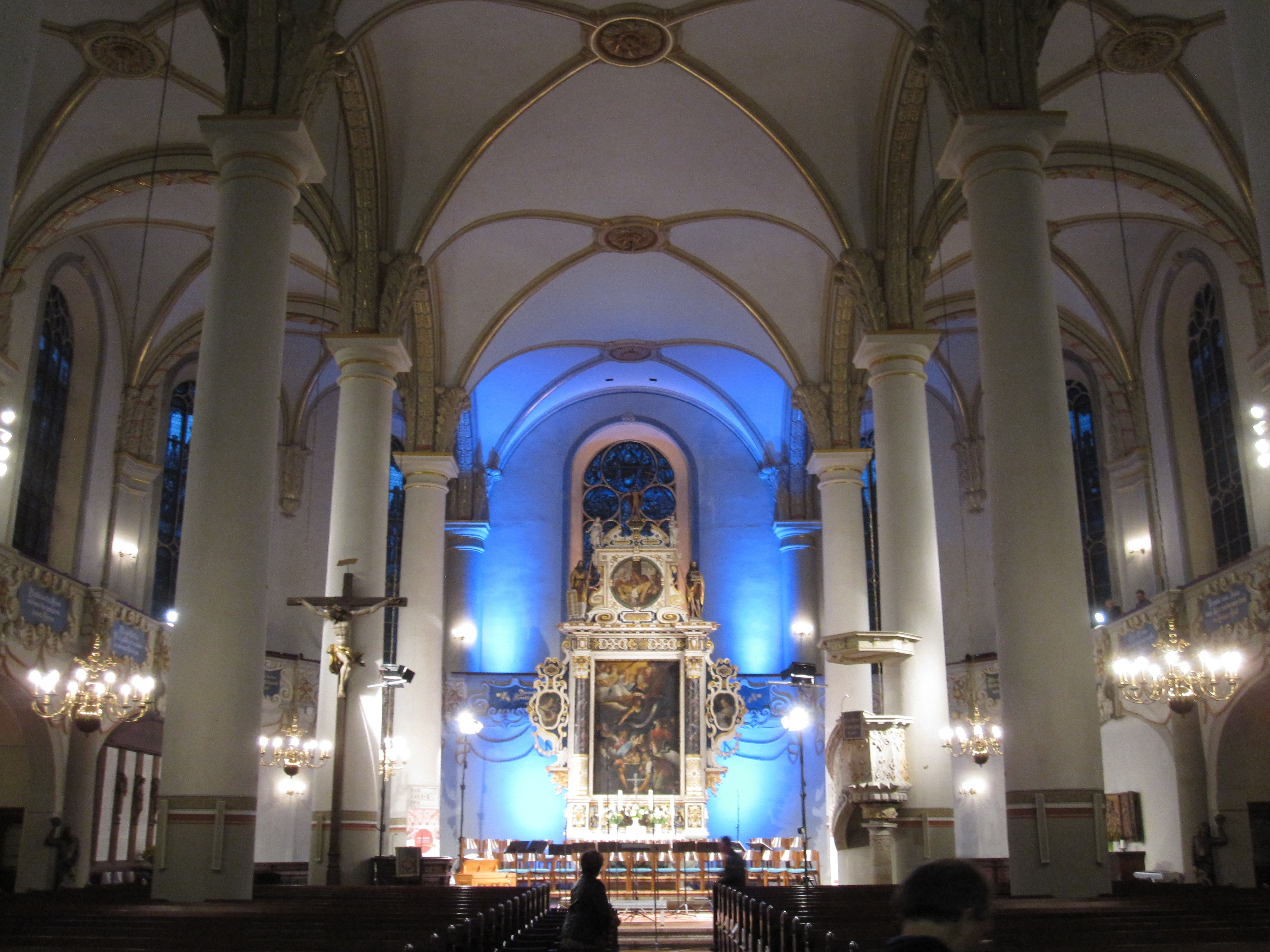
Ostseite mit Altar
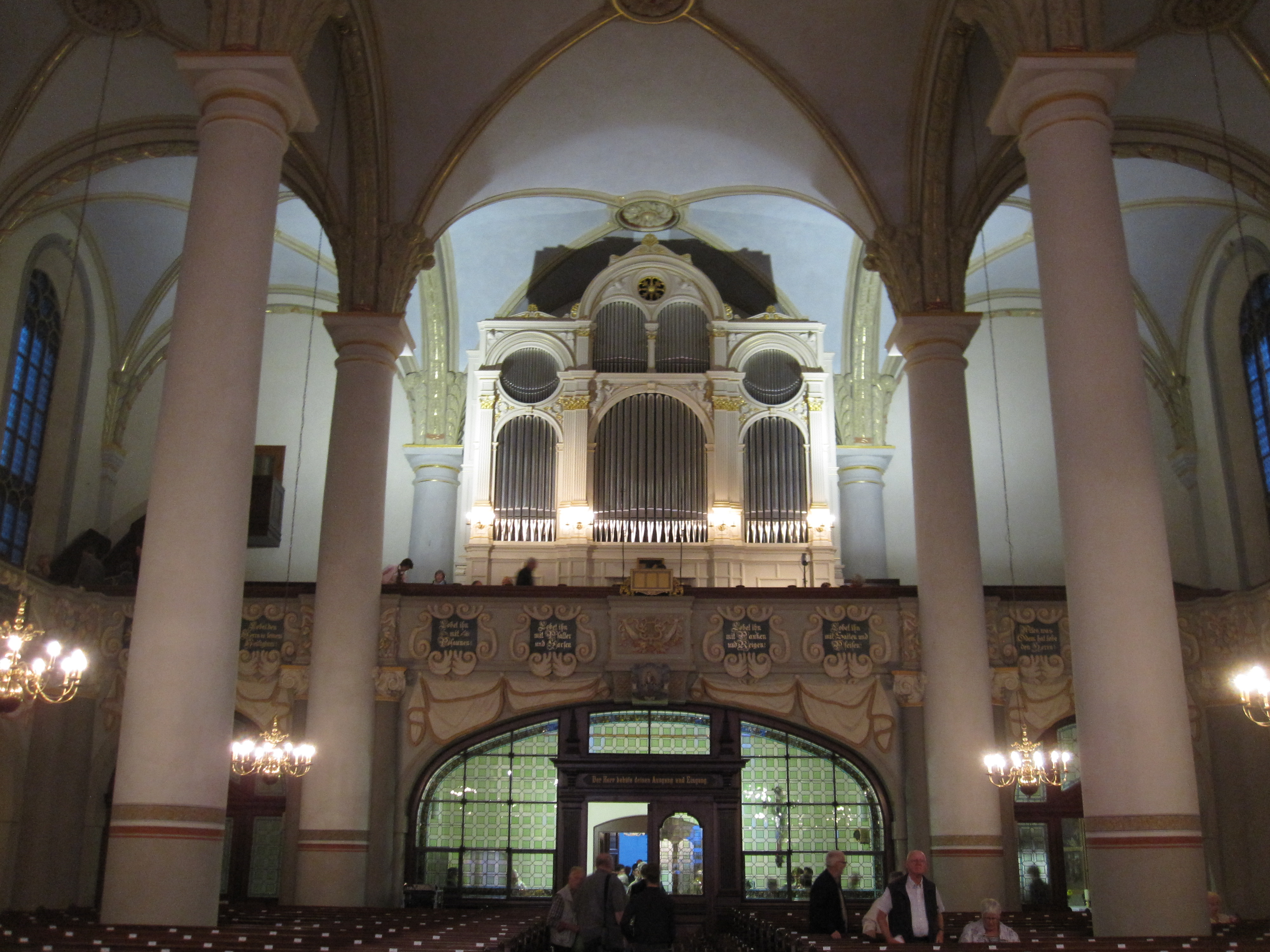
Westseite mit Orgel
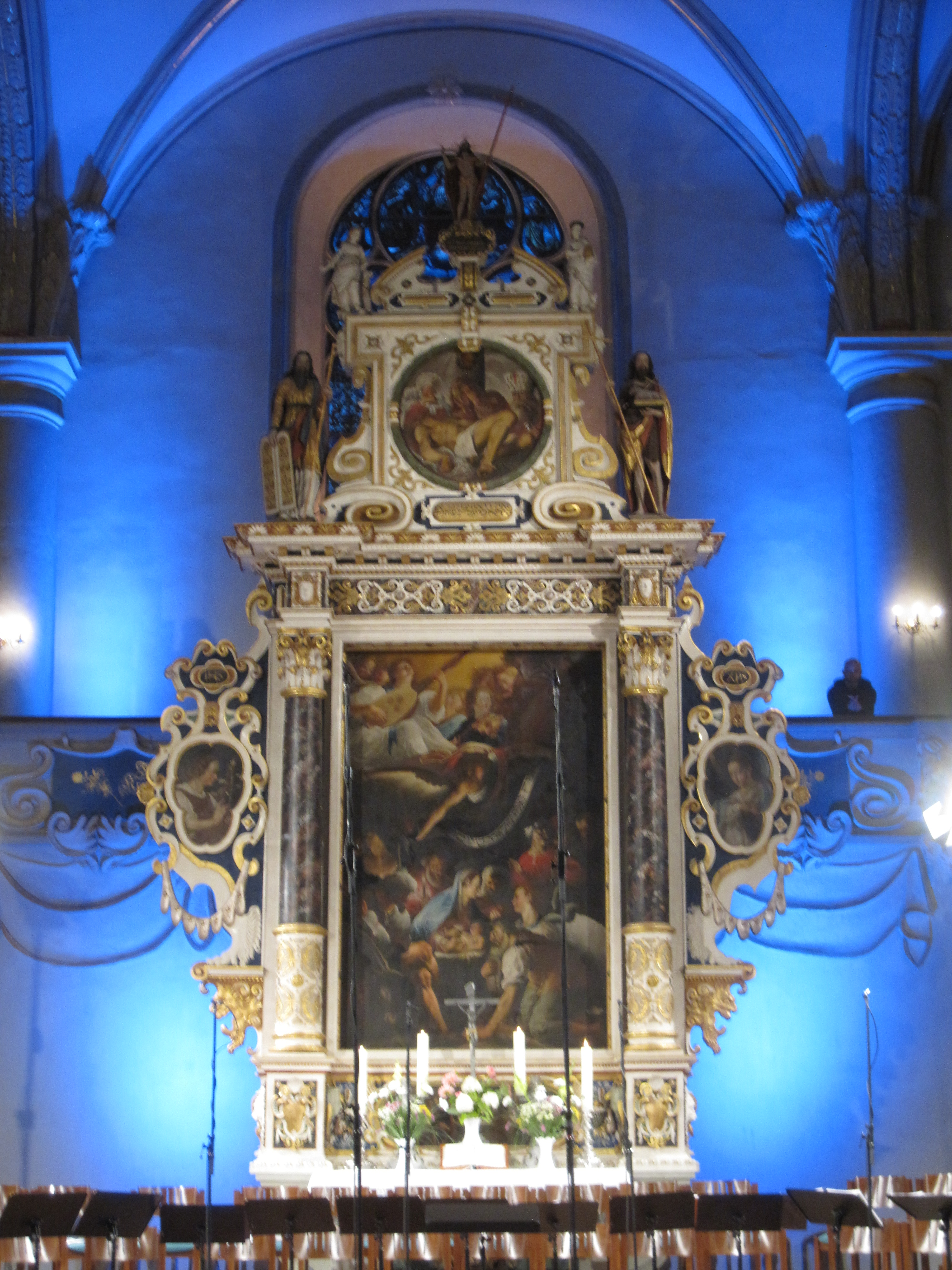
Altar von 1617
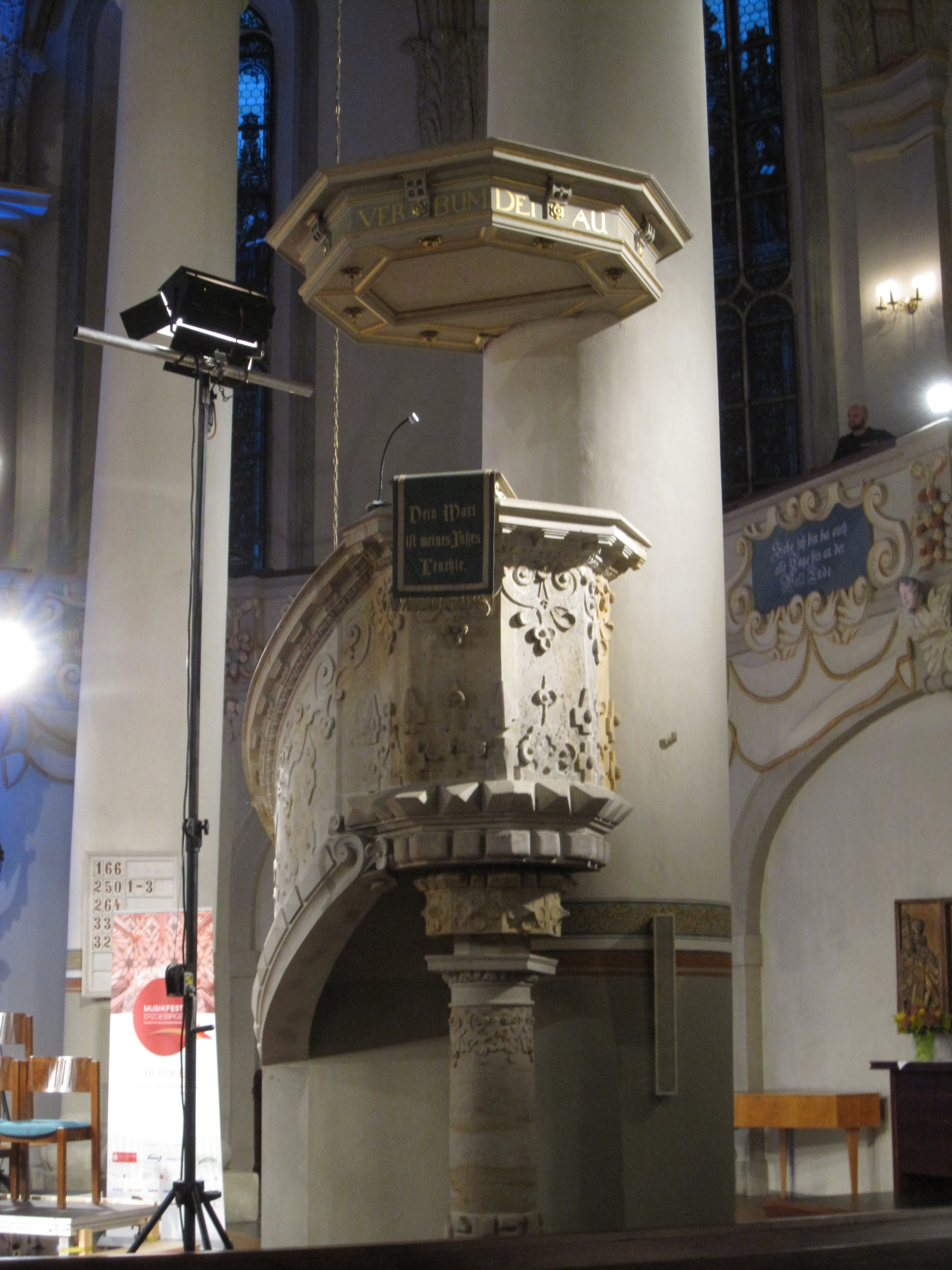
Kanzel nach 1610
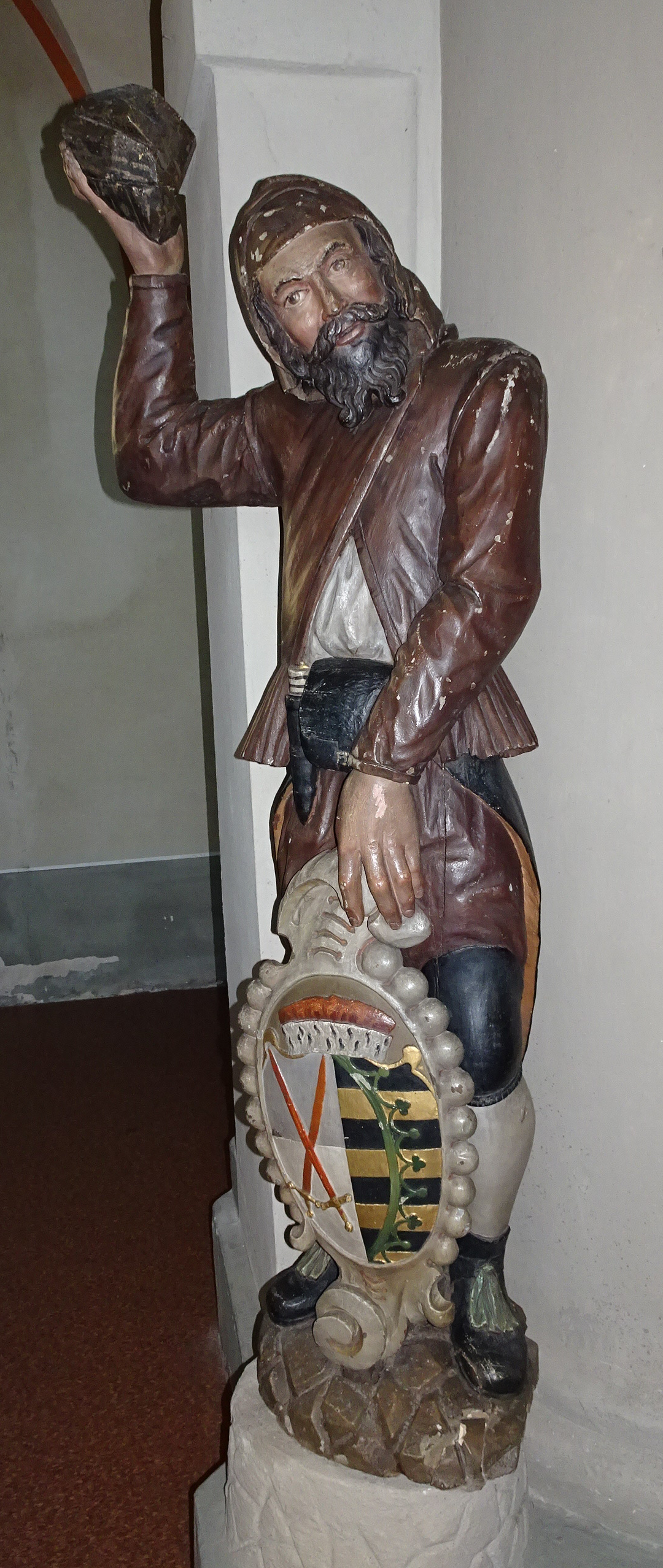
Bergmann auf der linken Seite der Kirche (vor Restaurierung), 1678
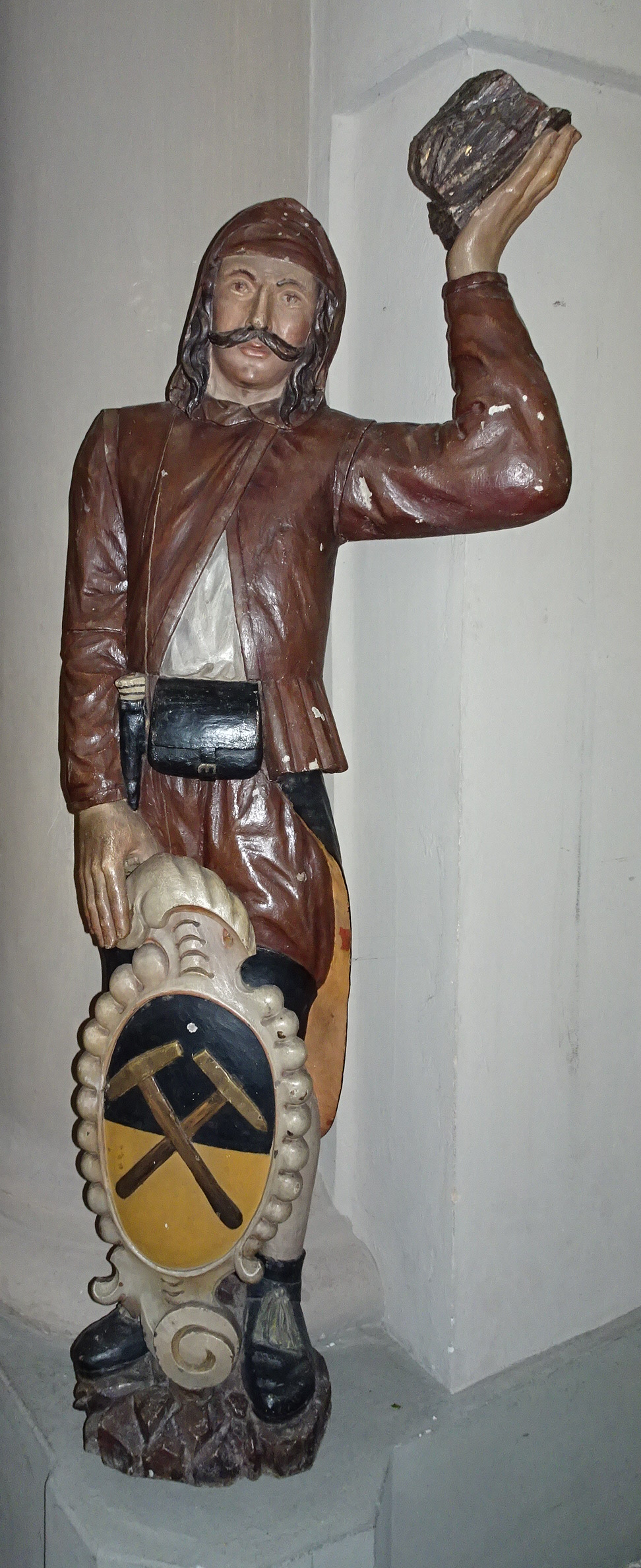
Bergmann auf der rechten Seite der Kirche (vor Restaurierung), 1678
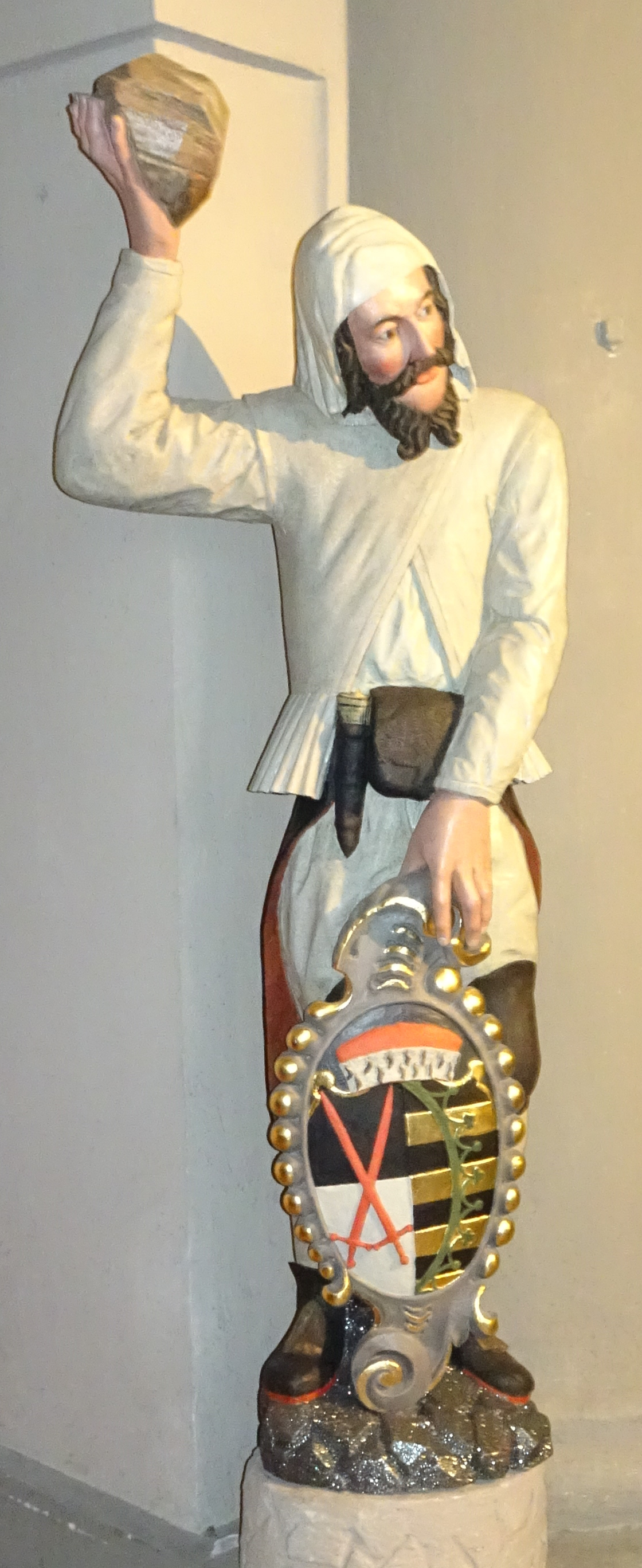
Der links stehende Bergmann, nach der Restaurierung
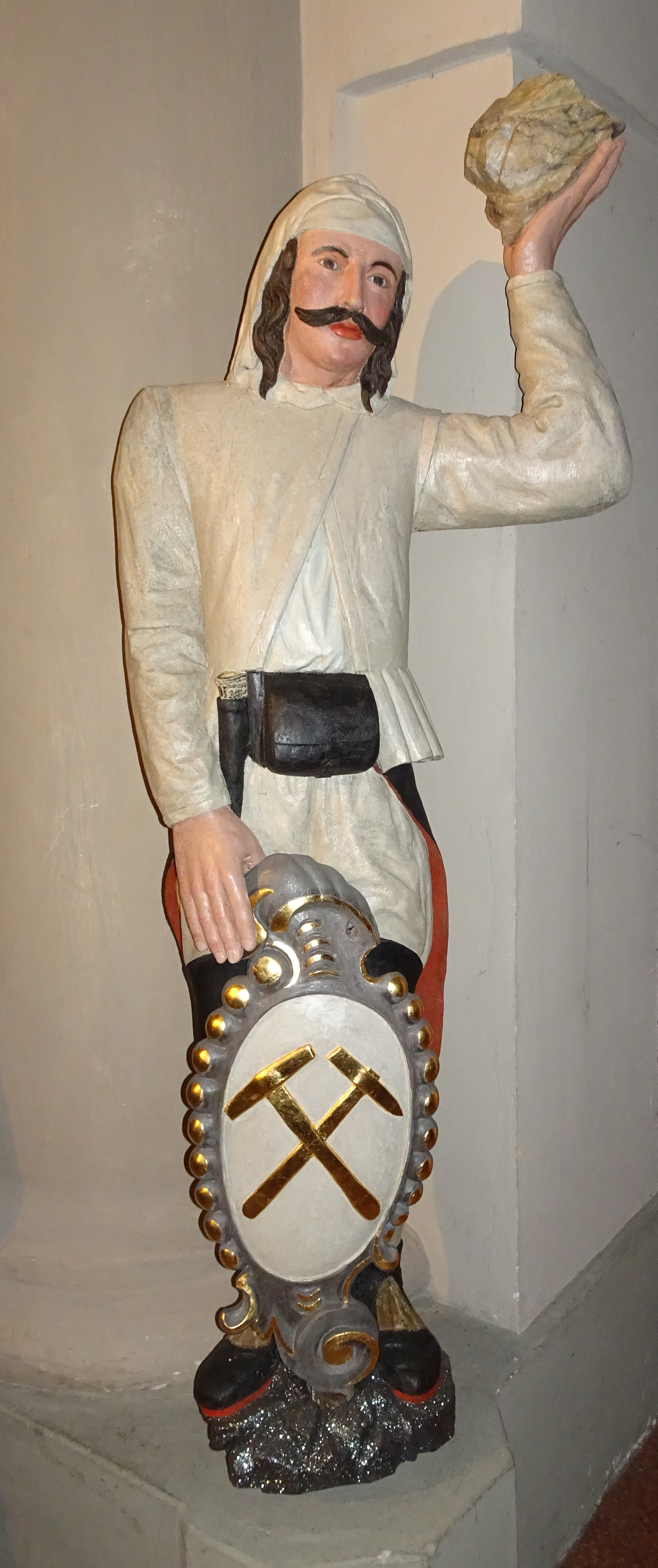
Der rechts stehende Bergmann, nach der Restaurierung
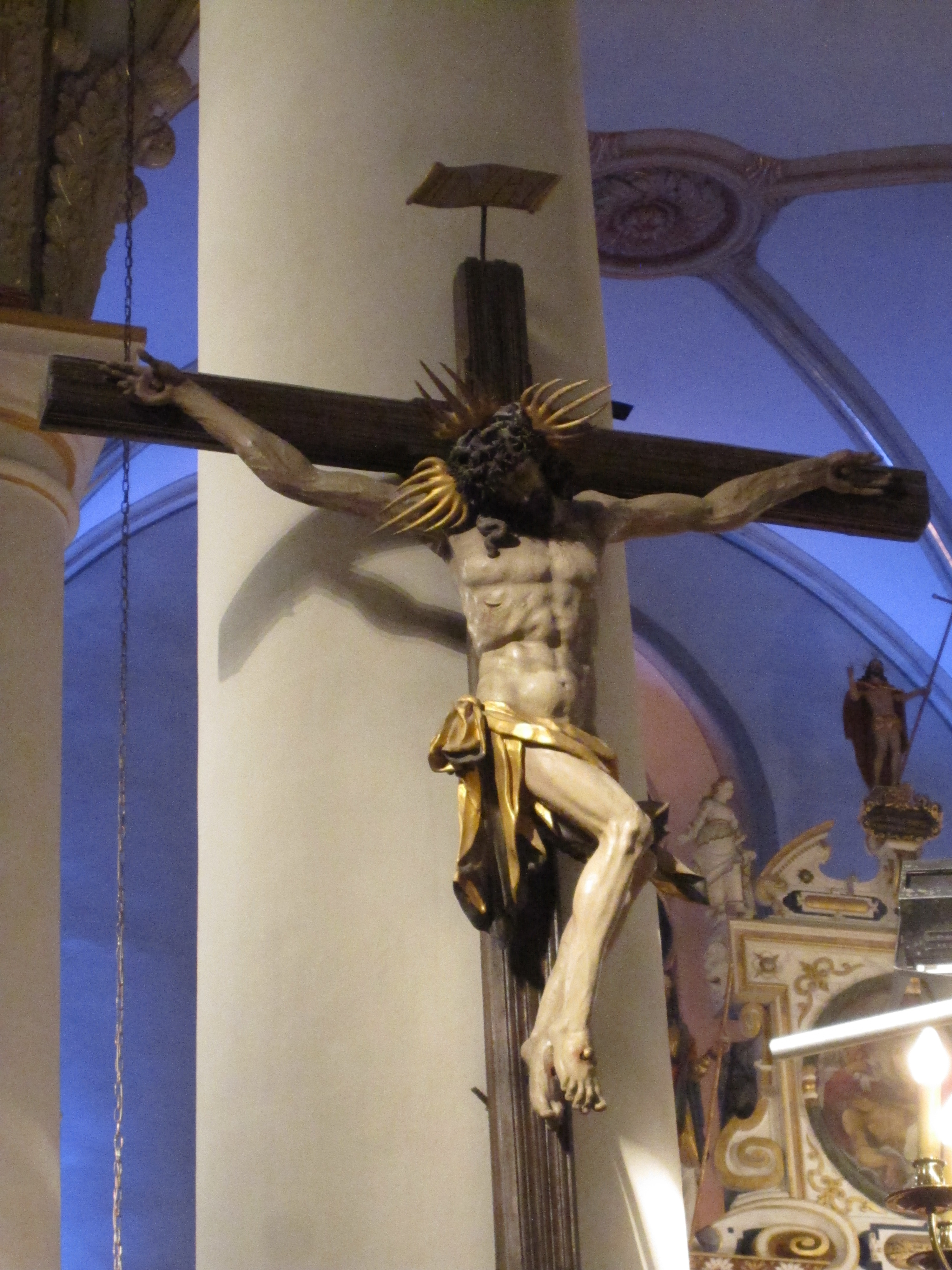
Kruzifix Mitte 17. Jh.
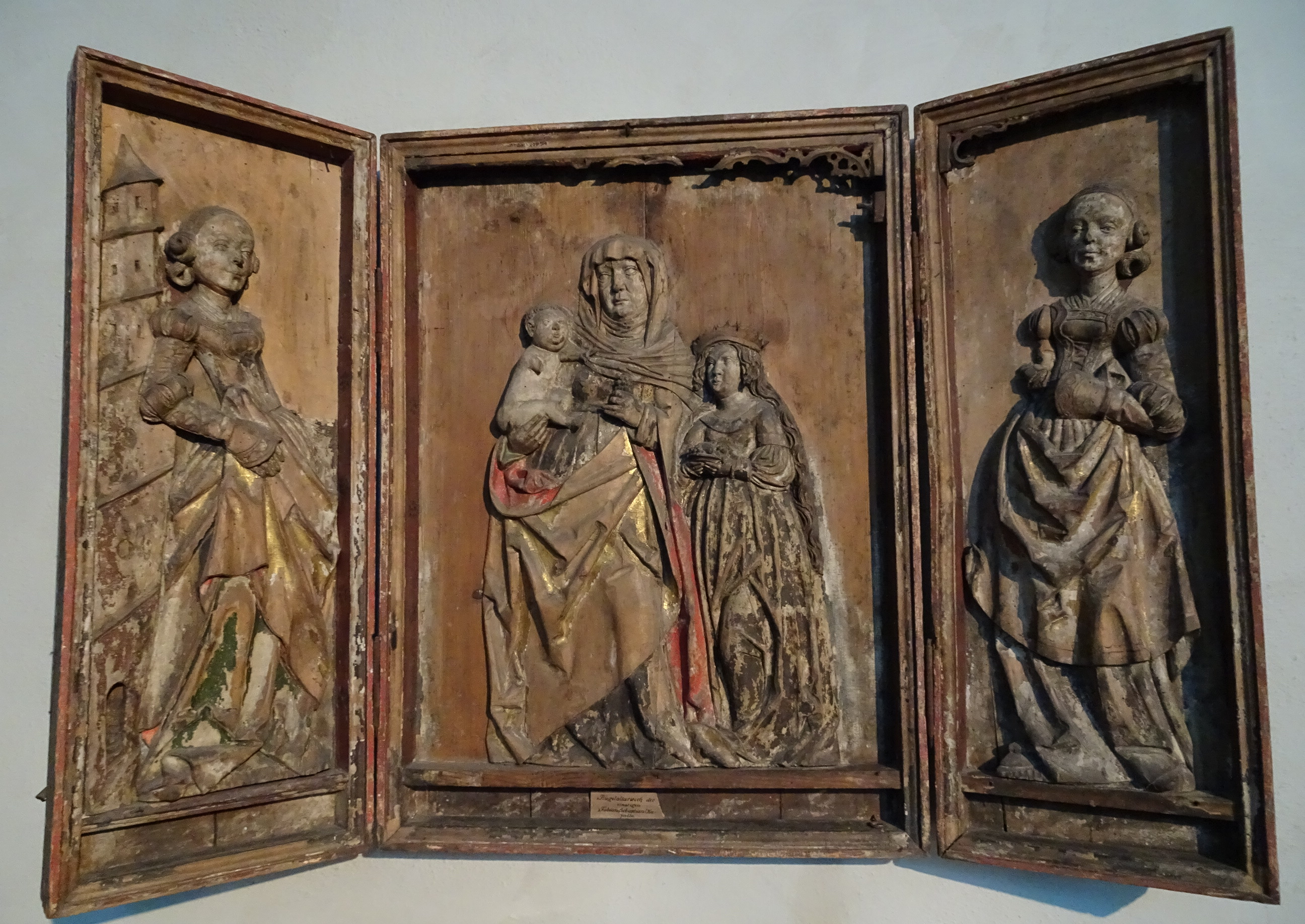
Anna-Selbdritt-Altar, links Barbara, Mitte Anna mit Tochter Maria und Enkel Jesus, rechts vermutlich Katharina

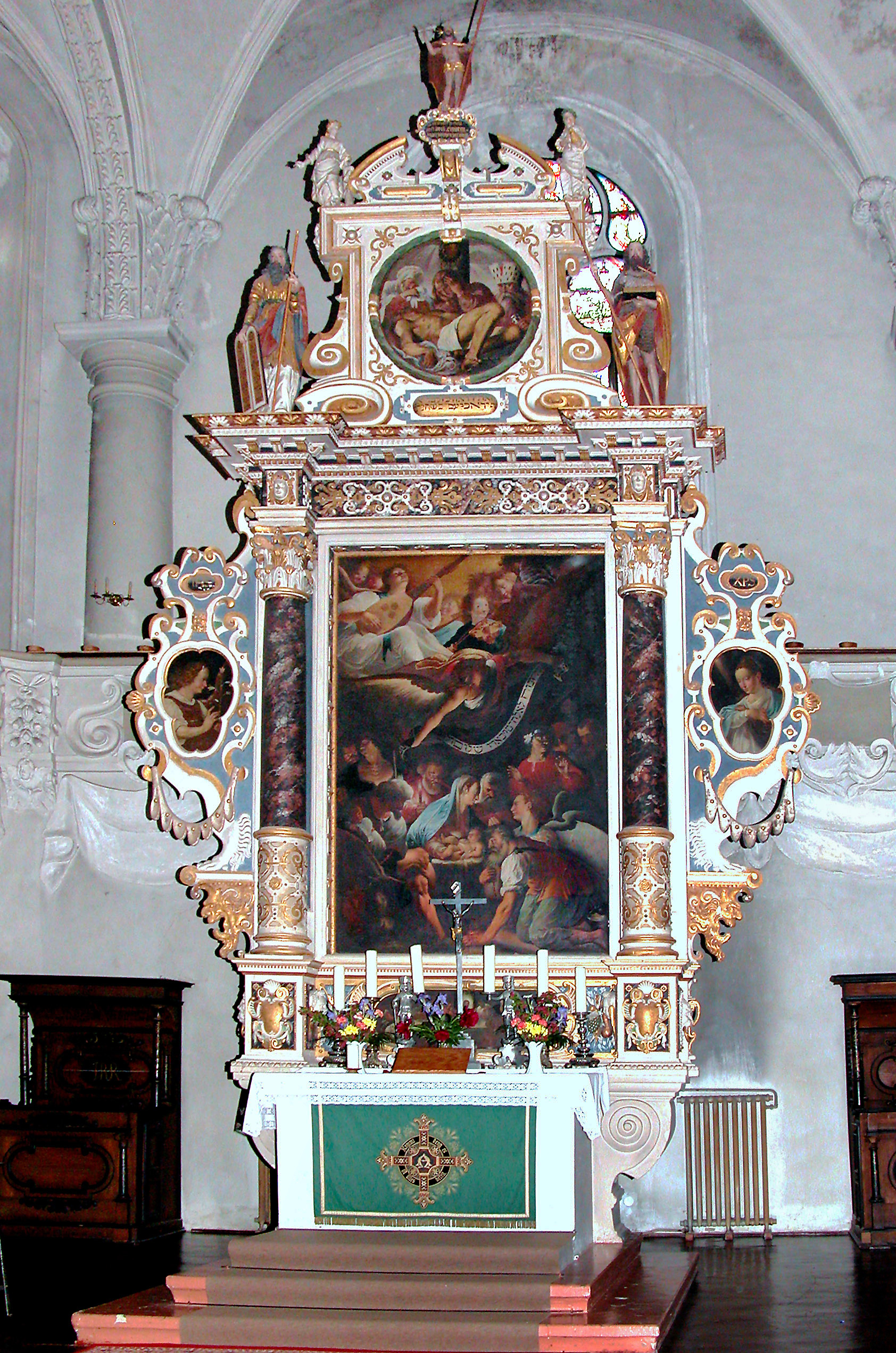
St. Marien, Altar

## Ausstattung
Die Autoren des Kunstführers Dehio, Sachsen II, betonen die „umfangreiche Ausstattung von z. T. hohem künstlerischen Wert“.

### Hauptaltar
Der reich verzierte Altar verfügt über einen hölzernen Säulenaufbau und eine Rollwerkverzierung von Andreas Hellmert von 1617. Die manieristischen Bilder stammen von Kilian Fabritius, kurfürstlicher Hofmaler in Dresden. In der Predella wird das Abendmahl, im Hauptfeld die Geburt Christi, im Aufsatz die Grablegung und in den Wangen die Verkündigung dargestellt. Auf dem Halfter des Esels ist zu lesen: „DAMNARE POTEST QUI MELIORA FACIT“ (Tadeln darf, wer Besseres leistet). Auf dem Halsband des Hundes erscheint die Jahreszahl 1616. 
Inzwischen liegt eine völlige Neudeutung des gesamten Altars, samt den hebräischen Inschriften vor.
Danach stellen die beiden Personen in den Seitenwangen des Altars links David und rechts seine Frau Bathseba dar. 
Im Aufsatz wird die Grablegung gezeigt, die beiden Figuren daneben – vermutlich aus dem ersten Jahrzehnt nach der Stadtgründung, also um 1526 – zeigen links Moses und rechts Jesus. Neben dem Sprenggiebel mit dem auferstandenen Jesus stehen links Barbara, Schutzheilige der Bergleute und rechts 
die heilige Agnes.

### Übrige Ausstattung
Die Sandstein-Kanzel mit Treppe, einem einfachen Fuß und einer reichen Beschlagwerkornamentik wurde nach 1610 angefertigt. Der Schalldeckel von 1896 trägt die lateinische Aufschrift: „QUI EX DEO EST VERBUM DEI AUDIT Johann 8“ (Wer aus Gott kommt, vernimmt Gottes Wort). Der Taufstein aus Crottendorfer Marmor von 1860 wurde von einem anonymen Spender aus der Kirchgemeinde gestiftet.
Während der Renovierung und farblichen Neugestaltung des Kirchenschiffes wurden 1896 sieben Buntglasfenster der Zittauer Firma Türcke eingebaut, auf denen Christus als Weltenrichter dargestellt ist. 1954 erhielt der Innenraum einen grauen Farbton.
Das lebensgroße Kruzifix stammt aus der Mitte des 17. Jahrhunderts. Die beiden lebensgroßen hölzernen gefassten Bergmannsfiguren wurden 1687 angefertigt und befanden sich früher als Karyatiden am Kirchenstuhl des Bergamtes. Die beiden Bergmannsleuchter stammen von 1614 und 1743.
Der spätgotische Schnitzaltar einer Freiberger Werkstatt wurde Anfang des 16. Jahrhunderts angefertigt und stammt aus der 1724 bis 1729 umgebauten Kirche in Lengefeld. Im Mittelschrein ist Maria zwischen Petrus und Paulus dargestellt, auf den Innenseiten der Flügel die Passion und auf den Außenseiten die Evangelisten. Die Flügel stammen vermutlich aus der Werkstatt Michael Wohlgemuts. Der Altar wurde im April 2001 restauriert wieder aufgestellt.
Der kleine Schnitzaltar mit Anna selbdritt stammt aus der Marienberger Fabian-Sebastian-Kapelle, die kurz nach der Stadtgründung in der Nähe des Zschopauer Tores gebaut worden war. In den Seitenflügeln sind die Schutzheiligen des Bergbaus Barbara und (wahrscheinlich) Katharina dargestellt. Die ausdrucksvolle, realistischen Holzplastiken eines unbekannten Meisters wurden um 1520 angefertigt. Die Außenbemalung mit den Schutzheiligen Fabian und Sebastian ist fast völlig zerstört.
Das 1924 aufgestellte Ehrenmal für die Gefallenen des Ersten Weltkriegs wurde vom Chemnitzer Bildhauer Bruno Ziegler angefertigt.

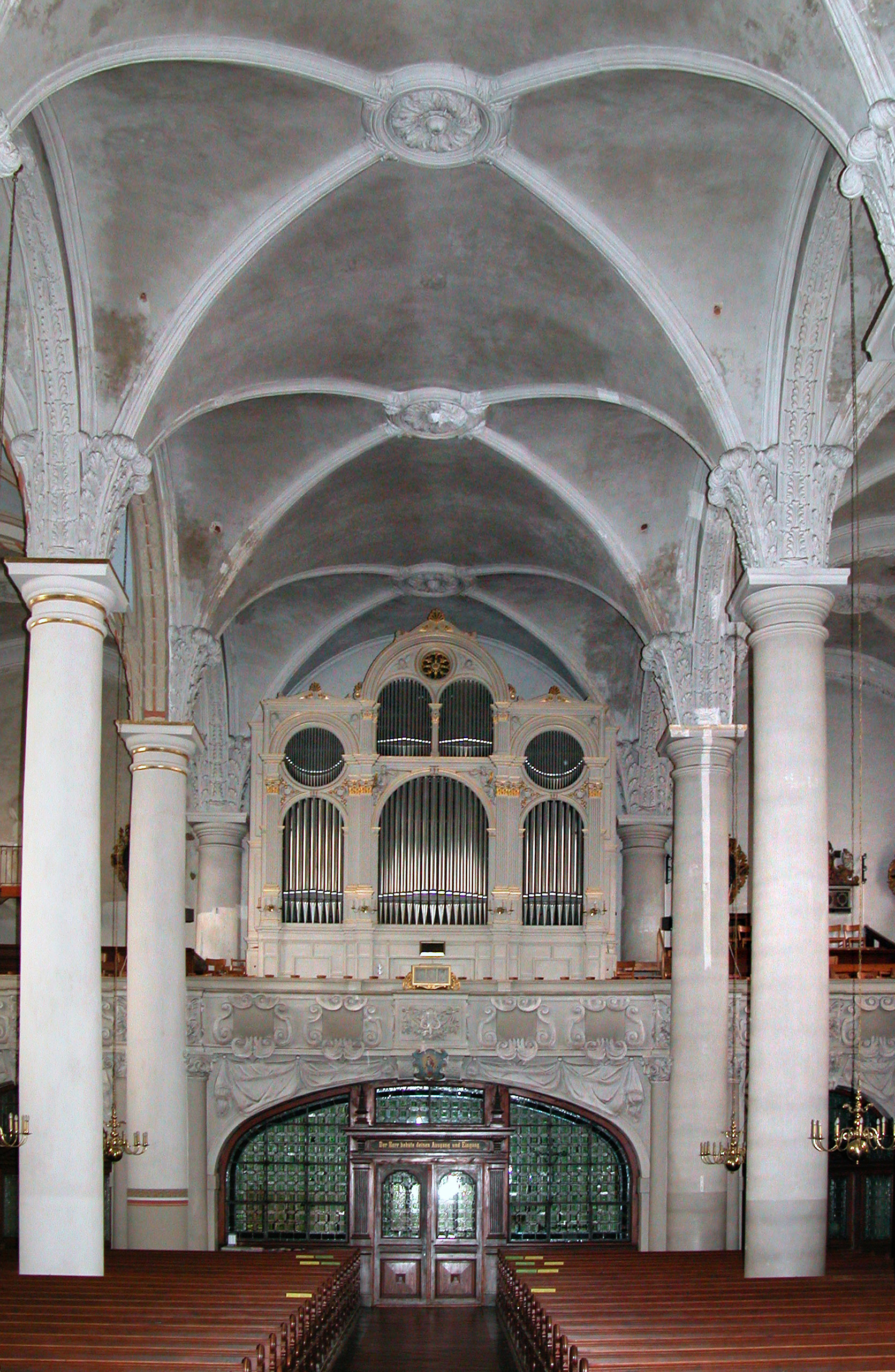
St. Marien, Orgel

### Orgel
Die große Orgel von Carl Eduard Schubert wurde 1872 bis 1879 gebaut. Das mechanische Instrument mit einer für die Romantik nicht so typischen Disposition hat 51 klingende Register auf drei Manualen und Pedal mit 3158 Pfeifen.
Die im Original erhaltenen Orgeln Schuberts sind in der Regel grundtöniger angelegt als die Orgeln vergleichbarer Größe Gottfried Silbermanns. Das Register „Bordun 16′“ im Hauptwerk baute Schubert schon bei relativ kleinen Orgeln. Die Registerpalette bei den Streichern ist bei Schubertorgeln reicher und vielfältiger als bei Silbermann. Schubert baute Register, die Silbermann offenbar so nicht kannte, wie z. B. Hohlflöte 8′, Salicional 8′, Flauto dolce 4′, Dolcissimo 8′, Fugara 8′ und Cello 8′ (Pedal). C. E. Schubert baute zwei große dreimanualige Orgeln (Schloßkirche Chemnitz und St. Marien, Marienberg). Beide Orgeln versah Schubert mit einer Barkermaschine (pneumatische Einrichtung zur Erleichterung der mechanischen Spieltraktur).
Während in Marienberg der „Barkerhebel“ schon beim Kontrakt mit vorgesehen war, erfolgte in Chemnitz der Einbau des Barkerhebels durch Schubert einige Jahre später.
| I Hauptwerk C–f3 |                    |     |
| 1.               | Prinzipal          | 16′ |
| 2.               | Octave             | 08′ |
| 3.               | Gamba              | 08′ |
| 4.               | Dolcissimo         | 08′ |
| 5.               | Bordun             | 08′ |
| 6.               | Quinta             | 06′ |
| 7.               | Octave             | 04′ |
| 8.               | Spitzflöte         | 04′ |
| 9.               | Quinta             | 03′ |
| 10.              | Octave             | 02′ |
| 11.              | Terz               | 01′ |
| 12.              | Mixtur V           | 06′ |
| 13.              | Cimbel IV          |     |
| 14.              | Cornett IV (ab a0) |     |
| 15.              | Trompete           | 08′ |

| II Brustwerk C–f3 |                 |     |
| 16.               | Bordun          | 16′ |
| 17.               | Fugara          | 08′ |
| 18.               | Rohrflöte       | 08′ |
| 19.               | Gemshorn        | 08′ |
| 20.               | Quintadena      | 08′ |
| 21.               | Geigenprincipal | 04′ |
| 22.               | Gemshorn        | 04′ |
| 23.               | Flauto dolce    | 04′ |
| 24.               | Cimbel II       | 03′ |
| 25.               | Fagott          | 16′ |

| III Oberwerk C–f3 |                  |         |
| 26.               | Quintadena       | 16′     |
| 27.               | Principal        | 08′     |
| 28.               | Salicional       | 08′     |
| 29.               | Lieblich Gedackt | 08′     |
| 30.               | Octave           | 04′     |
| 31.               | Rohrflöte        | 04′     |
| 32.               | Flauto traverso  | 04′     |
| 33.               | Nasat            | 03′     |
| 34.               | Octave           | 02′     |
| 35.               | Quinte           | 01 ⁄2′  |
| 36.               | Octave           | 01′     |
| 37.               | Sesquialtera II  | 16 4⁄5′ |
| 38.               | Mixtur IV        |         |
| 39.               | Oboe             | 08′     |

| Pedal C–31 |              |     |
| 40.        | Principalbaß | 16′ |
| 41.        | Violonbaß    | 16′ |
| 42.        | Fugarabaß    | 16′ |
| 43.        | Subbaß       | 16′ |
| 44.        | Quintbaß     | 12′ |
| 45.        | Oktavbaß     | 08′ |
| 46.        | Cello        | 08′ |
| 47.        | Octavbaß     | 04′ |
| 48.        | Cimbel II    | 03′ |
| 49.        | Posaune      | 32′ |
| 50.        | Posaunenbaß  | 16′ |
| 51.        | Trompetenbaß | 08′ |

- Koppeln: II/I, III/I, III/II, I/P

### Geläut
Das Geläut besteht aus vier großen Bronzeglocken (c1, es1, g1, c2) und der als Elfeglöckchen bezeichneten Bergglocke.
In den Jahren 1796 und 1862 erfolgte eine Erneuerung des Geläuts. Während des Ersten Weltkrieges wurden die vier Bronzeglocken am 16. Juli 1917 zu Rüstungszwecken beschlagnahmt und eingeschmolzen. Der Marienberger Fabrikant Gerhard Baldauf stiftete der Kirche daraufhin drei neue Eisenhartgussglocken (d1 1950 kg, f1 1400 kg und a1 500 kg); der Einhub der bei Schilling & Lattermann in Apolda gegossenen Glocken war im Dezember 1918. Bis in die 1950er Jahre diente das Elfeglöckchen auch als Feuerglocke der Stadt Marienberg. Das Elfeglöckchen wird seit 2014 über einen Linearmotor geläutet. Im Jahre 2015 entschied sich der Kirchenvorstand für den Einbau eines neuen Vierergeläuts aus Bronzeglocken. Die Kosten von 400.000 € wurden zu 80 % aus dem Programm Städtebaulicher Denkmalschutz im Gebiet der östlichen historischen Altstadt und zu 10 % aus dem Stadthaushalt abgedeckt.
2017 wurde in 45 m Höhe ein neuer Ringanker gegossen und mit dem Bau eines neuen Glockenstuhls begonnen. Der Guss der neuen Glocken erfolgte am 17. März 2017 durch die Innsbrucker Glockengießerei Grassmayr.
| Nr. | Liturgisches Amt   | Name           | Masse    | Schlagton |
| --- | ------------------ | -------------- | -------- | --------- |
| 1   | Christusglocke     | Solus Christus | 2.688 kg | c1        |
| 2   | Gebetsglocke       | Sola Fide      | 1.566 kg | es1       |
| 3   | Offenbarungsglocke | Sola Sriptura  | 959 kg   | g1        |
| 4   | Taufglocke         | Sola Gratia    | 539 kg   | c2        |

Die beiden größeren der alten Glocken wurden am 6. Juni abgenommen; die große Glocke erhielt ihren neuen Standort auf dem Friedhof und die mittlere an der Stadtmauer beim Zschopauer Tor. Die kleine Eisenhartgussglocke verbleibt im Glockenturm und wird eine Etage tiefer gehangen. Die feierliche Glockenweihe erfolgte am 3. September durch Superintendent Findeisen und Pfarrer Freier, dazu wurden die Glocken in einem Festumzug von der Erzgebirgskaserne auf den Marktplatz gefahren. Am 25. September 2017 erfolgte der Einhub der Glocken in den Turm und nach Fertigstellung des Glockenstuhls ihr Transport in die Glockenstube. Zum 500-jährigen Reformationsjubiläum am 31. Oktober 2017 erfolgte das erste Läuten des Vierergeläuts.

## Förderverein und Restaurierung
1991 wurde ein Förderverein zur Rettung der Kirche gegründet, auf dessen Betreiben von 1992 bis 1996 das Kirchendach erneuert, der Turm instand gesetzt und das Portal restauriert wurden. Bis zum Jahr 2005 wurden die Außenfassade, die „Ratsfenster“ hinter dem Altar und die anderen buntverglasten Bleifenster des Chorraumes und der Seitenschiffe, die original erhaltenen Seitenkapellen, die Sakristei und der vordere Innenbereich der Kirche nach dem Quentin’schen Vorbild (farbliche Gestaltung von 1897) restauriert.
Am 23. April 2023 wurden bei einem bergmännischen Gottesdienst die beiden hölzernen Bergmannsfiguren nach umfangreicher Restaurierung der Öffentlichkeit vorgestellt. Bei der Restaurierung wurden ältere Farb- und Schmutzschichten entfernt und die Figuren zeigen sich jetzt in einer Farbgebung des 18. Jahrhunderts.
Die Gesamtinvestition aus Spenden, den Förderprogrammen der Stadt Marienberg, der Deutschen Sparkassenstiftung und den Mitteln der Evangelisch-Lutherischen Landeskirche Sachsens betrugen ca. 6,5 Millionen Euro.